# Die bleierne Zeit
Die bleierne Zeit is een West-Duitse dramafilm uit 1981 onder regie van Margarethe von Trotta. Ze won met deze film de Gouden Leeuw op het filmfestival van Venetië.

## Verhaal
Marianne en Juliane zijn twee dochters van een dominee, die in het Duitsland van de jaren 60 allebei strijden tegen de gevestigde maatschappij; Juliane als verslaggeefster en Marianne als lid van een terroristische groepering. Als Marianne door de politie wordt opgepakt, sluiten die haar op in een isoleercel. Haar zus Juliane is haar enige contact met de buitenwereld. Juliane rechtvaardigt de daden van haar zus niet, maar ze blijft haar steunen tegen de zin van haar vriend Wolfgang. Ze is kritisch voor de behandeling van Marianne door politie en gerecht.

## Rolverdeling
| Acteur           | Personage          |
| ---------------- | ------------------ |
| Jutta Lampe      | Juliane            |
| Barbara Sukowa   | Marianne           |
| Rüdiger Vogler   | Wolfgang           |
| Julia Biedermann | Marianne (16 jaar) |
| Ina Robinski     | Juliane (17 jaar)  |
| Doris Schade     | Moeder             |
| Vérénice Rudolph | Sabine             |
| Luc Bondy        | Werner             |
| Franz Rudnick    | Vader              |